# Rivière De Thury
Rivière De Thury är ett vattendrag i Kanada.   Det ligger i provinsen Québec, i den östra delen av landet, 1 700 km norr om huvudstaden Ottawa.
Omgivningarna runt Rivière De Thury är i huvudsak ett öppet busklandskap. Trakten runt Rivière De Thury är nära nog obefolkad, med mindre än två invånare per kvadratkilometer.